# 긴혀과일박쥐
긴혀과일박쥐(Macroglossus sobrinus)는 긴혀과일박쥐속에 속하는 큰박쥐류 박쥐의 일종이다.

## 분포
버마와 태국, 베트남, 수마트라반도, 자와섬, 발리섬에 본포한다. 말레이시아 구릉 지대에서 흔하게 발견되는 종이다.